# Erich Abram
Erich Abram (Vipiteno, 13 giugno 1922 – Bolzano, 16 gennaio 2017) è stato un alpinista italiano.

## Biografia
Nato a Vipiteno, ma cresciuto a Bolzano, da giovane studiò a Innsbruck dove già iniziò a scalare le montagne del Kaisergebirge. A 16 anni Abram gestiva il sesto grado. Venne arruolato negli Gebirgsjäger durante la seconda guerra mondiale combattendo quindi nel Caucaso, in Cecoslovacchia, in Grecia ed infine in Unione Sovietica, dove fu fatto prigioniero. Tornò a Bolzano solamente nel 1947.
Nelle Dolomiti, come socio dell'Alpenverein Südtirol aprì numerose vie ad esempio sulla Marmolada, sul Gruppo del Sella e lo spigolo sudest del Piz Ciavazes (1953) o la parete nordovest del passo Pordoi (1953). Abram diventerà quindi guida alpina nel 1954. 
L'alpinista venne quello stesso anno selezionato da Ardito Desio per partecipare alla spedizione italiana sul K2 del 1954, a cui deve gran parte della sua fama. Fu in quell'occasione che Abram, insieme a Walter Bonatti e allo sherpa Amir Mahdi, trasportò le bombole di ossigeno che furono essenziali per consentire a Compagnoni e Lacedelli di raggiungere la vetta della seconda montagna più alta del mondo. L'alpinista, alla vigilia dell'assalto finale alla vetta, aiutò Bonatti e Mahdi a portare le bombole per buona parte del percorso e poi, stremato, ridiscese al campo VIII prima della famosa notte in cui ci fu il bivacco all'addiaccio a 8100 m di Bonatti e Mahdi.
Nel 1961 assieme a Sepp Schrott riuscì a salire a destra della "via Comici Dimai", a nord della Cima Grande delle Tre Cime di Lavaredo. Dopo quell'esperienza conseguì nel 1958 il brevetto di pilota d'aereo, diventando istruttore di volo in montagna con Piper e elicottero, portando a termine negli anni numerosi salvataggi di alpinisti. Scrisse, assieme a Augusto Golin, un libro dedicato alle sue avventure ad agosto 2012. Divenne infine socio onorario del CAI. Era l'ultimo della spedizione sul K2 ancora in vita quando scomparve all'età di 95 anni, poche settimane dopo Ugo Angelino.